# Добродомов, Григорий Сергеевич
Григорий Сергеевич Добродомов (1925, дер. Новоясеновка, Курская губерния — 20 ноября 1944) — младший лейтенант Рабоче-крестьянской Красной Армии, участник Великой Отечественной войны, Герой Советского Союза (1944).

## Биография
Родился в 1925 году в деревне Новоясеновка (ныне — Ракитянский район Белгородской области) в рабочей семье. Окончил девять классов школы. В марте 1943 года был призван на службу в Рабоче-крестьянскую Красную Армию. С мая того же года — на фронтах Великой Отечественной войны. К сентябрю 1943 года красноармеец Григорий Добродомов был стрелком 764-го стрелкового полка 232-й стрелковой дивизии 38-й армии Воронежского фронта. Отличился во время освобождения Сумской области Украинской ССР и битвы за Днепр.
7 сентября 1943 года в ходе боя за село Катериновка Лебединского района Сумской области заменил собой выбывшего из строя командира роты и успешно руководил её действиями. 4 октября 1943 года во время боёв на Лютежском плацдарме лично уничтожил 10 вражеских солдат и офицеров.
Указом Президиума Верховного Совета СССР «О присвоении звания Героя Советского Союза генералам, офицерскому, сержантскому и рядовому составу Красной Армии» от 10 января 1944 года за «образцовое выполнение боевых заданий командования на фронте борьбы с немецко-фашистскими захватчиками и проявленные при этом отвагу и геройство» был удостоен высокого звания Героя Советского Союза с вручением ордена Ленина и медали «Золотая Звезда».
Погиб в бою на территории Венгрии 20 ноября 1944 года. Похоронен в Мишкольце.
Был также награждён орденом Отечественной войны 1-й степени и рядом медалей.

## Память
В честь Добродомова назван переулок и установлен бюст в Рубцовске.